# Basílica de la Inmaculada Concepción (Natchitoches)
La Basílica de la Inmaculada Concepción de Natchitoches o antes Antigua Catedral de la Inmaculada Concepción (en inglés: Basilica of the Immaculate Conception) Es una pequeña basílica situada en Natchitoches, Luisiana, al sur de Estados Unidos. Es también una iglesia parroquial en la Diócesis de Alejandría. El edificio de la iglesia es la séptima estructura en albergar a la parroquia y fue en un momento la catedral de la Diócesis de Natchitoches. La Iglesia de la Inmaculada Concepción fue incluida en el Distrito Histórico de Natchitoches por tanto en el Registro Nacional de Lugares Históricos de Estados Unidos.
La parroquia fue fundada en 1728. La primera iglesia fue construida dentro de las paredes del fuerte St. Jean Baptiste alguna vez entre 1729 y 1733. Una segunda iglesia, llamada San Juan Bautista, fue construida por 1738. Se localizó entre el segundo fuerte y lo que ahora se conoce como el cementerio americano. Una tercera iglesia, construida de piedra, fue construida en el mismo lugar en 1771. La cuarta iglesia fue construida catorce años más tarde.

## Véase también

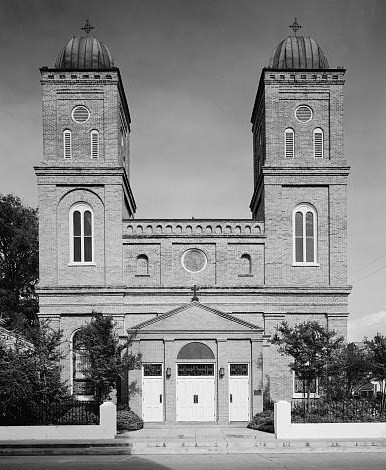
Vista de la iglesia en 2004